# اندیس روگران
روگران یک اندیس فلزی است که در حوالی شهر سر چاه شور استان خراسان قرار دارد و مادهٔ معدنی موجود در آن، مس است.سنگ میزبان این اندیس آندزیت است و دیرینگی آن به دوران ائو- الیگوسن می‌رسد. در این اندیس، پاراژنز‌های هماتیت یافت می‌شوند.